# Ябтаяха (приток Харампура)
Ябтаяха (устар. Япты-Яха) — река в России, протекает по Ямало-Ненецкому АО. Устье реки находится в 195 км по правому берегу реки Харампур. Длина реки составляет 16 км. Направление течения — с востока на запад. Протекает через озеро Ябтато.
В непосредственной близости от реки находится Южно-Харампурское нефтегазовое месторождение.

## Данные водного реестра
По данным государственного водного реестра России относится к Нижнеобскому бассейновому округу, водохозяйственный участок реки — Пур. Речной бассейн реки — Пур.
Код объекта в государственном водном реестре — 15040000112115300058449.